# Санти-Мартири-делл’Уганда-а-Поджо-Амено (титулярная церковь)
Титулярная церковь Санти-Мартири-делл’Уганда-а-Поджо-Амено (лат. Titulus Sanctorum Martyrum Ugandensium) — титулярная церковь была создана Папой Иоанном Павлом II 28 июня 1988 года. Титулярная церковь принадлежит церкви Святых мучеников угандийских, расположенной в квартале Рима Ардеатино, приходской резиденции, учрежденной 4 сентября 1970 года, на виа Адольфо Рава.  

## Список кардиналов-священников титулярной церкви Санти-Мартири-делл’Уганда-а-Поджо-Амено
- Кристиан Вийган Туми — (28 июня 1988 — 3 апреля 2021, до смерти);
- Питер Эбере Окпалеке — (27 августа 2022 — по настоящее время).